# Kendrick Perkins
Kendrick Le’Dale Perkins (* 10. November 1984 in Beaumont, Texas) ist ein US-amerikanischer Basketballspieler, der den Großteil seiner Profikarriere in der NBA aktiv war. 2008 gewann er mit den Boston Celtics die NBA-Meisterschaft.

## Highschool
Perkins besuchte die Clifton J. Ozen High School in Beaumont, wo er einen Titel gewann. In seinem Senior-Jahr erreichte er 27,5 Punkte, 16,4 Rebounds und 7,8 Blocks im Durchschnitt. 2003 war er beim McDonald’s All-American Game dabei, zu dem die besten Highschool-Spieler des Landes eingeladen werden.

## Profikarriere
Perkins übersprang das College und wurde im NBA-Draft von 2003 von den Memphis Grizzlies an 27. Stelle ausgewählt, aber direkt gemeinsam mit Marcus Banks für Troy Bell und Dahntay Jones zu den Celtics transferiert. In seiner Debütsaison kam der Center nur in zehn Spielen zum Einsatz, spielte sich aber in der nächsten Saison in die Rotation und absolvierte 60 Matches mit durchschnittlich neun Minuten pro Spiel. 2005/06 kam dann der Durchbruch, als er in 68 Matches zum Einsatz kam, davon in 40 startete und sich damit ins Stamm-Team spielte.
Hatte Perkins bisher nur in schwachen Celtics-Teams gespielt (nur 2005 erreichte man die 1. Runde der Playoffs, schied aber direkt aus), so wurde Boston 2007 radikal umgestaltet. Manager Danny Ainge tauschte einen Großteil seines Teams für die beiden Superstars Kevin Garnett und Ray Allen. Perkins wurde Garnetts Mann fürs Grobe und wurde als Rotationsspieler (im Durchschnitt 25 Minuten Spielzeit) mit Boston Meister.
Am 24. Februar 2011 transferierten die Boston Celtics Kendrick Perkins zusammen mit Nate Robinson im Austausch für Jeff Green und Nenad Krstić zu den Oklahoma City Thunder. Dort unterschrieb er kurze Zeit später eine Vertragsverlängerung, welche ihn für 3 weitere Jahre an OKC bindet. Zur Trade deadline 2015 wurde Perkins von den Thunder zu den Utah Jazz, zusammen mit Grant Jerrett, einem Erstrunden-Pick (2017) und den Draftrechten am deutschen Center Tibor Pleiß geschickt. Bei den Jazz spielte Perkins kein einziges Spiel und wurde später an die New Orleans Pelicans abgegeben.